# Tannay (Nièvre)
Tannay é uma comuna francesa na região administrativa de Borgonha-Franco-Condado, no departamento Nièvre. Estende-se por uma área de 15,51 km². Em 2010 a comuna tinha 591 habitantes (densidade: 38,1 hab./km²).